# Santa Cruz do Sul (gemeente)
Santa Cruz do Sul is een gemeente en stad in de Braziliaanse deelstaat Rio Grande do Sul. De gemeente telt 127.429 inwoners (schatting 2017).

## Aangrenzende gemeenten
De gemeente grenst aan Passo do Sobrado, Rio Pardo, Sinimbu, Venâncio Aires en Vera Cruz.

## Verkeer en vervoer
De plaats ligt aan de wegen BR-287, BR-471 en RS-409.
Ten noorden van de plaats ligt de Luchthaven Santa Cruz do Sul.

## Geboren
- Marcelo Boeck (1984), voetballer (doelman)

## Galerij

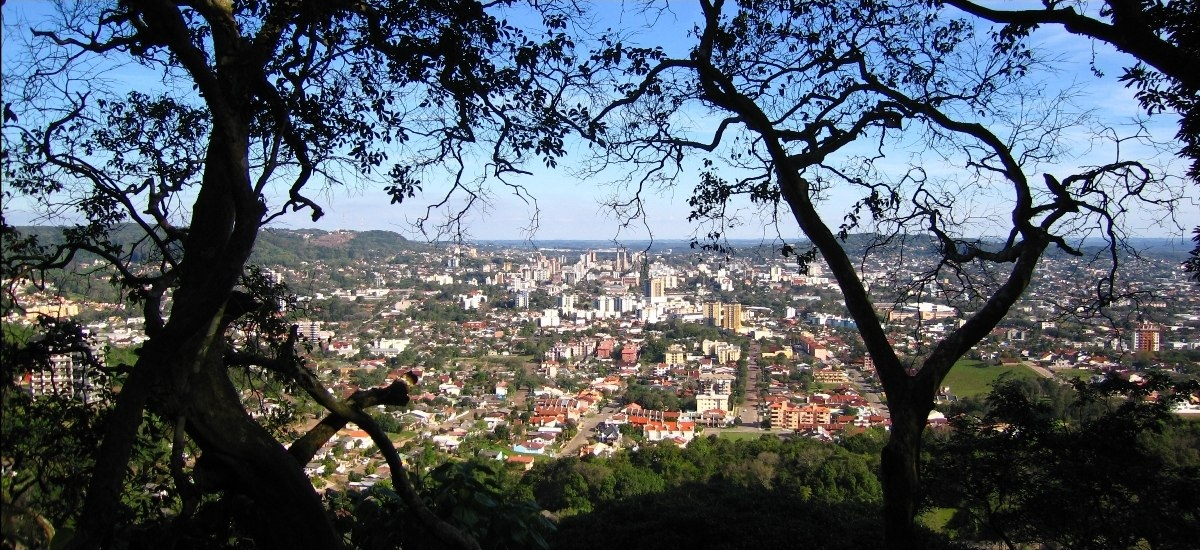
Zicht over de stad